# Zensusgesetz 2022
Das Zensusgesetz 2022 (ZensG 2022) ist ein bundesdeutsches Gesetz, das die Durchführung der Volkszählung in Deutschland 2022 regelt. Es knüpft laut Bundesregierung an die „bewährten Elemente“ der Volkszählung in der Europäischen Union 2011 an und sieht dort, wo notwendig, methodische und organisatorische Fortentwicklungen vor.
Mit dem Zensusvorbereitungsgesetz 2022 war der Aufbau der für den Zensus 2022 benötigten Infrastruktur geregelt worden. 

## Regelungen
Der sogenannte Zensusstichtag wird vom Gesetz auf den 15. Mai 2022 festgelegt (§ 1 Abs. 1). Begriffsbestimmungen wie „Einwohner“ oder der „übliche Aufenthaltsort“ werden in § 2 definiert. Im darauffolgenden Paragrafen werden die Erhebungseinheiten (konkret „Personen und Haushalte“) festgelegt und definiert, wer zur Bevölkerung zählt.
Für die Erhebungsteile werden die Erhebungs- und Hilfsmerkmale festgelegt (§ 6).
Grundsätzlich besteht Auskunftspflicht (§§ 23 ff). Dies bedeutet, dass die Gemeinden und Verwaltungen, aber auch jeder Bürger (falls notwendig) an der Datenerhebung mitzuwirken hat. Für die Haushaltsstichprobe nach § 11 und die Wiederholungsbefragungen nach § 22 sind alle Volljährigen sowie alle Minderjährigen, die einen eigenen Haushalt führen, auskunfts- und mitwirkungspflichtig (§ 25).
Um den Datenschutz zu gewährleisten, sind die Hilfsmerkmale so früh wie möglich von den Erhebungsmerkmalen zu trennen und spätestens vier Jahre nach Zensusstichtag zu löschen (§ 31).
Ein Kostenausgleich von insgesamt 300 Millionen Euro vom Bund an die Länder wurde in § 36 festgelegt. Die Verteilung ergibt sich nach dem Aufwand der Länder (§ 36). Die Kosten für die Datenübermittlung an das statistische Bundesamt werden jedoch nicht erstattet (§ 35). Ursprünglich hatten die Länder 415 Millionen Euro für den finanziellen Ausgleich gefordert, über die erst im Vermittlungsausschuss eine Einigung erzielt werden konnte.